# Klon (2001.)
Klon (pt. O Clone) brazilska je telenovela producijske kuće Rede Globo.

## Sinopsis

### Uvod
Jade je arapska djevojka koja se nakon smrti svoje majke seli k očevoj obitelji u Maroko. Lucas je romantičan mladić, Diogov brat blizanac i sin moćnog poduzetnika Leonidasa Ferraza. Kada Lucas i njegova obitelj provedu praznike u Maroku, Lucas slučajno upozna Jade kada je ona pokazivala sluškinjama arapski ples koji je naučila od svoje majke. Tada se među njima probudila ljubav. Međutim, kulturne razlike im ne dopuštaju da budu zajedno, pa traže načine kako da se potajno sastaju.

### Prva faza
Svi ti romantični trenutci završavaju kada je Jade prisiljena udati se za Saida, mladića brazilskih korijena koji se isticao kao uspješni trgovac. S druge strane, Lucas se vraća u Rio de Janeiro gdje prima šokantnu vijest da je Diogo, njegov brat blizanac, umro. To ga dovodi u tešku obiteljsku situaciju jer ga otac vidi kao jedinog obiteljskog nasljednika i odluči mu pokazati kako biti uspješan poduzetnik, kao što je i on sam. Lucas je prisiljen odreći se sadašnjeg života i krenuti očevim stopama.
Nakon nekoliko neuspješnih pokušaja da budu zajedno, Jade i Lucas ne ostvaruju svoj cilj, zbog čega je Jade prisiljena udati se za Saida u Maroku. Tako započinje život pun gorčine, motivirane njenim osjećajima prema Lucasu. U međuvremenu, Lucas, tužan što je izgubio ljubav svog života, oženi Maysu, bivšu djevojku njegovog brata Dioga, iako nije zaljubljen u nju.
S druge strane, Augusto Albieri, znanstvenik, školski prijatelj Leonidasa Ferraza, Diogov kum i prijatelj Jadinog ujaka, traži način kako da proširi svoja saznanja o kloniranju. Kada Diogo umre u helikopterskoj nesreći, Augusto ga želi oživjeti. Kao majku njegovog eksperimenta uzme Deusu, koja nije mogla zatrudnijeti, pa se odlučila na umjetnu oplodnju. Nakon devet mjeseci ona rodi Lea, Lucasovog klona.

### Druga faza
Deset godina kasnije, Lucas i Marysa imaju kćer Mel. Ona se zaljubljuje u Xandéa, skromnog mladića kojeg je njezin djed zaposlio kao tjelohranitelja. Marysa se protiv njihovoj vezi, misleći kako Xandé želi novac obitelji Ferraz. Mel shvaća kako nikada neće moći biti sretna s njim i traži utjehu u alkoholu, a kasnije i drogi, te tako postaje glavni problem svoje obitelji i utječe na odnos između Jade i Lucasa. 
Leo, Lucasov klon, također je odrastao, ali daleko od Augusta Albierija. Njegova majka Deusa odgajala ga je u Rio de Janeiru, jer se Albieri, koji je također njegov kum, previše mješao u njezin odnos s Leom, omogućavajući mu život kakvoga mu ona nije mogla priuštiti. No, Leo je uvijek želio ponovno vidjeti Albierija kojeg je zvao ocem. 
Jade i Lucas ponovno se susreću nakon dugo vremena, u kući obitelji Ferraz. Ponovno pokušavaju biti zajedno, što pokreće niz problema, prepreka i intriga.
- Kloniranje - Augusto Albieri je stvorio Lea

Negativna djelovanja spominjana u telenoveli
- Alkoholizam - Lobato

- Drogiranje - Mel, Nando, Regininha, Cecéu i Lobato

Ispreplitanje kultura
- Maroko

- Rio de Janeiro

Vjere
- Islam

## Produkcija
- Telenovela O Clone smatra se jednom od najboljih telenovela u Brazilu i u povijesti telenovela, kako u sadržaju i kvaliteti, tako i u ispreplitanju različitih kultura, ovisnosti o drogama, kloniranju i veličanstvenom krajoliku.

- Dva puta je prikazivana na kanalu Novelas Interactive, jer je telenovela postala vrlo popularna. Završila je s emitiranjem u listopadu 2007.

- Za glazbu ove telenovele zaslužni su prestižni umjetnici, a među njima i poznata peruansko - brazilska pjevačica Adriana Mezzadri.

## Uloge

### Glavne i sporedne uloge
| Glumac                 | Lik                                             |
| ---------------------- | ----------------------------------------------- |
| Murilo Benício         | Lucas Ferraz/Diogo Ferraz/Leandro Edvaldo (Leo) |
| Giovanna Antonelli     | Jade                                            |
| Vera Fischer           | Yvete                                           |
| Eliane Giardini        | Nazira                                          |
| Letícia Sabatella      | Latiffa                                         |
| Reginaldo Faria        | LeOnidas Ferraz                                 |
| Daniela Escobar        | Maysa Ferraz                                    |
| Maria João Bastos      | Amália                                          |
| Dalton Vigh            | Said                                            |
| Andressa Koetz         | Soninha                                         |
| Adriana Lessa          | Deusa                                           |
| Neuza Borges           | Dalva                                           |
| Jandira Martini        | Zoraide                                         |
| Marcello Novaes        | Xande (Alexandre)                               |
| Marcos Frota           | Escobar                                         |
| Beth Goulart           | Lidiane Valverde                                |
| Cissa Guimarães        | Clarice                                         |
| Victor Fasano          | Otávio Valverde (Tavinho)                       |
| Débora Falabella       | Milena Ferraz (Mel)                             |
| Luciano Szafir         | Zein                                            |
| Antônio Calloni        | Mohamed                                         |
| Osmar Prado            | Lobato                                          |
| Sebastião Vasconcellos | Ujak Abdul                                      |
| Roberto Bonfim         | Edvaldo                                         |
| Guilherme Karan        | Raposão                                         |
| Eri Johnson            | Ligeirinho                                      |
| Myrian Rios            | Anita                                           |
| Totia Meirelles        | Laurinda                                        |
| Murilo Grossi          | Júlio                                           |
| Nívea Stelmann         | Ranya                                           |
| Raul Gazolla           | Miro                                            |
| Thaís Fersoza          | Telma Valverde (Telminha)                       |
| Françoise Forton       | Simone                                          |
| Sérgio Marone          | Cecéu                                           |
| Juliana Paes           | Karla                                           |
| Thiago Fragoso         | Nando                                           |
| Elizângela             | Noêmia                                          |
| Sthefany Brito         | Samira                                          |
| Thiago Oliveira        | Amin                                            |
| Carla Diaz             | Khadija                                         |
| Carolina Macieira      | Sumaya                                          |
| Perry Salles           | Mustafá                                         |
| Solange Couto          | Dona Jura                                       |
| Thalma de Freitas      | Carol                                           |
| Mara Manzan            | Odete                                           |
| Silvio Guindane        | Basílio                                         |
| Marcelo Brou           | Pitoco                                          |
| Christiana Kalache     | Aninha                                          |
| Jayme Periard          | Rogê                                            |
| Antônio Pitanga        | Tião                                            |
| Viviane Victorette     | Regininha                                       |
| Michelle Franco        | Michelle                                        |
| Milena Paula           | Milena                                          |
| Ingra Liberato         | Amina                                           |
| Eduardo Martini        | Cotia                                           |
| Nívea Maria            | Edna                                            |
| Cristiana Oliveira     | Alicinha                                        |
| Léa Garcia             | Lola                                            |
| Eduardo Canuto         | Gasolina                                        |
| Luá Ubacker            | Duda                                            |
| Aimée Ubacker          | Aimée                                           |

### Ostale uloge
- Ahmed El-Maatovi - Ahmed
- Alessandro Safina - Alessandro Saffina
- Alexandre Carlomagno - zaposlenik u hotelu
- Beatriz Segall - Gđica Brown
- Caio Junqueira - Pedrinho
- Carla Regina - Dora
- Cássia Linhares - Elba
- Clemente Viscaíno - Melin liječnik
- Cynthia Falabella - Monique
- Danielle Winits - Shirley
- Eloísa Mafalda
- Fábio Junqueira - Chuvas
- Fabiana Alvarez - Zuleika
- Franciely Freduzeski - Beta
- Gustavo Moraes
- Gustavo Ottoni - detektiv Ramos
- Haylton Farias da Silva - Haylton
- Hélio da Bahia
- Henri Pagnoncelli - José Victor
- Humberto Martins - Aurélio
- Joana Fomm - Cecília
- João Carlos Barroso - Severino
- Jonas Bloch - Sudac
- Karima El-Maatovi - Karima
- Karina Bacchi - Muna
- Luiz Nicolau
- Mário Lago - Dr. Molina
- Mônica Brahim - Alíjv žena
- Moza Vivas - klijent u baru
- Nóris Barth - Tetê
- Nuno Leal Maia - Jorge Luís
- Paula Pereira - Creuza
- Paulo Ascenção
- Paulo Betti - Armando
- Pedro Cravo - Diogo / Lucas (kao dječak)
- Roberto Pirillo - odvjetnik
- Rosimar de Mello - Lurdes
- Samara Felippo
- Sílvia Pfeifer - Cinira
- Sérgio Mamberti - Dr. Vilela
- Tácito Rocha
- Tadeu di Pietro - Melin liječnik
- Tânia Alves - Norma
- Tony Ramos
- Vanda Travassos - Alíjeva žena
- Victor Curgula - Léo (kao dječak)
- Walderez de Barros - Sálua
- Yuri Xavier - Zé Roberto
- Zeina Abdoul - Alíjeva žena

## Likovi i izrazi

### Likovi
- Jade - Muslimanska djevojka marokanskih korijena. Nakon smrti svoje majke počinje živjeti u Maroku s ujakom Alíjem i Latiffom i slijediti običaje svoje zemlje. Ondje upoznaje Lucasa Ferraza i zaljubljuje se u njega. Ujak Alí ju je prisilio udati se za Saida, kojemu će kasnije roditi kćer, Khadiju.

- Lucas Ferraz - Sin poduzetnika Leonidasa Ferraza, Diogov brat blizanac. Njegova majka Celina umrla je kada je bio dijete. Romantičan je i voli svirati gitaru. Upoznao je Jade tijekom praznika koje je proveo u Maroku.

- Diogo Ferraz - Lucasov brat blizanac. On je slika i prilika svoga oca Leonidasa Ferraza. Ženskar je i ne želi ozbiljnu vezu. Pogiba u helikopterskoj nesreći.

- Leonidas Ferraz - Brazilski poduzetnik, Diogov i Lucasov otac. Zaljubljen u Yvete, želi se oženiti njome, no tada saznaje da je provela noć s njegovim sinom Diogom.

- Augusto Albieri - Znanstvenik koji se bavi kloniranjem životinja i drugim uslugama. Ima vlastitu kliniku. On je Leonidasov prijatelj iz djetinjstva. Imao je samo jednu djevojku, Lauru. Nakon njene smrti postao je ateist.

- Ujak Alí - Pravedan musliman, svjestan muslimanskog nauka i svete knjige Kurana. Latiffi dogovara brak sa Saidom, no spletom okolnosti dogovara joj brak s Mohammedom, sa Saidovim bratom, a Jade prisili udati se za Saida.

## Glazba

### Diskografija
- O Clone (pjesme na portugalskom)
- O Clone Internacional (međunarodne pjesme)
- O Melhor da Dança do Ventre de "O Clone" (arapska glazba / trbušni plesovi)
- O Clone, O Melhor do bar da Dona Jura (popularna brazilska glazba)
- Maktub (instrumentalna glazba)
- El Clon (pjesme na španjolskom)

### Glavne pjesme
- "A Miragem" (Somente por Amor)
- "Maktub"
- "Sob O Sol Sagrado Coração da Terra"
- "Marcas de Ayer"